# Dushi (distrikt)
Dushi, eller Doshi, är ett distrikt i Afghanistan. Det ligger i provinsen Baghlan, i den nordöstra delen av landet, 130 kilometer norr om huvudstaden Kabul. Administrativ huvudort är Dushi.
Distriktet beräknades år 2022 ha cirka 78 000 invånare.